# Raouf Bouzaiene
Raouf Bouzaiene - em árabe, رؤوف بوزيان‎ (Sousse, 16 de agosto de 1970) é um ex-futebolista tunisiano que atuava como lateral-esquerdo ou meio-campista.

## Carreira
Bouzaiene jogou profissionalmente entre 1990 e 2004, tendo iniciado a carreira no Laval (marcou 22 gols em 130 jogos), seguindo para o LB Châteauroux em 1995, tendo atuado em 75 partidas e marcado 6 gols.
Em seu país, jogaria por Club Africain (80 jogos e 6 gols) e Étoile du Sahel (24 jogos e 3 gols), além de ter atuado pelo Genoa entre 2001 e 2003, tendo disputado 47 partidas e marcado um gol. Dispensado pelo Étoile du Sahel em 2004, Bouzaiene encerrou sua carreira no mesmo ano.

## Seleção Tunisiana
Pela Seleção Tunisiana de Futebol, Bouzaiene atuou em 43 partidas entre 1992 e 2003. Preterido por Henryk Kasperczak para a Copa de 1998, disputou por 3 vezes a Copa das Nações Africanas (1994, 2000 e 2002).
Convocado para a Copa de 2002, marcou contra a Bélgica o único gol das Águias de Cartago na competição, em uma cobrança de falta (sua principal habilidade) e seu segundo pela Seleção Tunisiana - o primeiro fora em 1995, pela Copa 7 de Novembro (torneio amistoso disputado entre 1991 e 1995).

## Títulos
LB Châteauroux
- Ligue 2: 1996–97

Club Africain
- Copa da Tunísia: 1999–00

Étoile du Sahel
- Recopa Africana: 2003
- Supercopa da CAF: 2004